# Hassane Azzoun
Hassane Azzoun (en arabe : حسان عزون), né le 28 septembre 1979 en Algérie, est un judoka algérien évoluant dans la catégorie des moins de 100 kg (poids mi-lourds).

## Biographie
Il est six fois médaillé aux Championnats d'Afrique de judo, et également médaillé de bronze pour sa division aux Jeux africains de 2007 à Alger.
À vingt-neuf ans, Azzoun a fait ses débuts officiels pour les Jeux olympiques d'été de 2008 à Pékin, où il a concouru dans la catégorie des mi-lourds (100 kg). Il a perdu son premier match préliminaire par un ippon et un sode-Tsurikomi-Goshi (levée de manche et tirant la hanche) face à Movlud Miraliyev de l'Azerbaïdjan. Parce que son adversaire a avancé plus loin dans les demi-finales, Azzoun a offert un autre coup pour la médaille de bronze en entrant dans les rondes de repêchage. Il a été battu lors de son premier match par Levan Zhorzholiani (en) de Géorgie, qui a réussi un ippon et un kuzure-Kami-Shiho-Gatame (sept prises de tapis), à trois minutes et cinquante-quatre secondes.

## Palmarès

### Compétitions internationales
| Année | Compétition            | Lieu           | Résultat | Catégorie       |
| ----- | ---------------------- | -------------- | -------- | --------------- |
| 2004  | Championnats d'Afrique | Tunis          | 3e       | Open            |
| 2005  | Championnats d'Afrique | Port Elizabeth | 3e       | Moins de 100 kg |
| 2006  | Championnats d'Afrique | Port-Louis     | 2e       | Moins de 100 kg |
| 2007  | Jeux africains         | Alger          | 3e       | Moins de 100 kg |
| 2008  | Championnats d'Afrique | Agadir         | 1er      | Moins de 100 kg |
| 2009  | Championnats d'Afrique | Port-Louis     | 2e       | Moins de 100 kg |
| 2010  | Championnats d'Afrique | Yaoundé        | 3e       | Moins de 100 kg |